# Estandarte real de Suecia

Estandarte o bandera real de Suecia, empleado por el monarca reinante. Proporciones: 1:2.

Estandarte usado por los herederos de la Corona y otros príncipes suecos. Proporciones: 1:2.

Estandarte usado por los regentes de Suecia que no sean miembros de la familia real con derecho de sucesión. Proporciones: 1:2.

El estandarte real de Suecia se encuentra regulado por un conjunto de normas publicadas por el Mariscal del Reino de Suecia  (Riksmarskalken) que fueron aprobadas el 6 de abril de 1987. En esta regulación se definen las circunstancias en las que debe ser izado el estandarte real en el Palacio Real de Estocolmo.
El estandarte o bandera real consistente en una bandera sueca (un paño de color azul con una cruz nórdica de color amarilla), terminada en tres farpas o puntas y a la que se ha añadido el escudo grande de Suecia sobre un fondo blanco de forma cuadrada, situado en el centro de la cruz. El estandarte es izado en el Palacio Real cuando el monarca sueco se encuentra en territorio sueco. Fue adoptado en el año 1906. 
Cuando el monarca de Suecia, por enfermedad o ausencia, no puede ejercer sus funciones como jefe de Estado y éstas son asumidas en calidad de regente por algún miembro de la familia real no excluido de la sucesión al trono, se iza en el Palacio Real de Estocolmo un estandarte muy semejante al anterior pero con el escudo pequeño de Suecia, con el collar de la Orden de los Serafines. Este estandarte también fue aprobado en 1906.
En el caso de que la regencia de Suecia recaiga en una persona que no sea miembro de la Familia Real con derecho de sucesión se iza una bandera idéntica al estandarte real sin ningún escudo de armas. 
Al embarcar los miembros de la familia real en alguna nave de la Armada Sueca también se izan los estandartes o banderas reales: 
En el caso del monarca reinante, el estandarte con el escudo grande y el gallardete real. 
La reina consorte o el consorte de la reina, el estandarte con el escudo grande sin el gallardete real. 
Los herederos de la Corona, el estandarte con el escudo pequeño y el gallardete real. 
Otros miembros de la Familia Real (con derecho de sucesión), el estandarte con el escudo pequeño sin el gallardete real.

Señal de posición de uso castrense del monarca sueco.

## Señal de posición, uso castrense
Existe una enseña empleada como señal de posición en el ámbito castrense. Consiste en una bandera heráldica con los elementos del escudo grande de Suecia propiamente dicho (sin los adornos exteriores). Únicamente se cuenta con un único ejemplar que fue elaborado por Einar Kedja, un artista heráldico sueco. El paño se encuentra unido a un asta rematada siempre con una corona real sueca. Este estandarte fue adoptado en el año 1943.

## Gallardete

Gallardete real de Suecia.